# Schwarzenbach an der Saale
Schwarzenbach an der Saale este un oraș din districtul Hof, regiunea administrativă Franconia Superioară, landul Bavaria, Germania. 

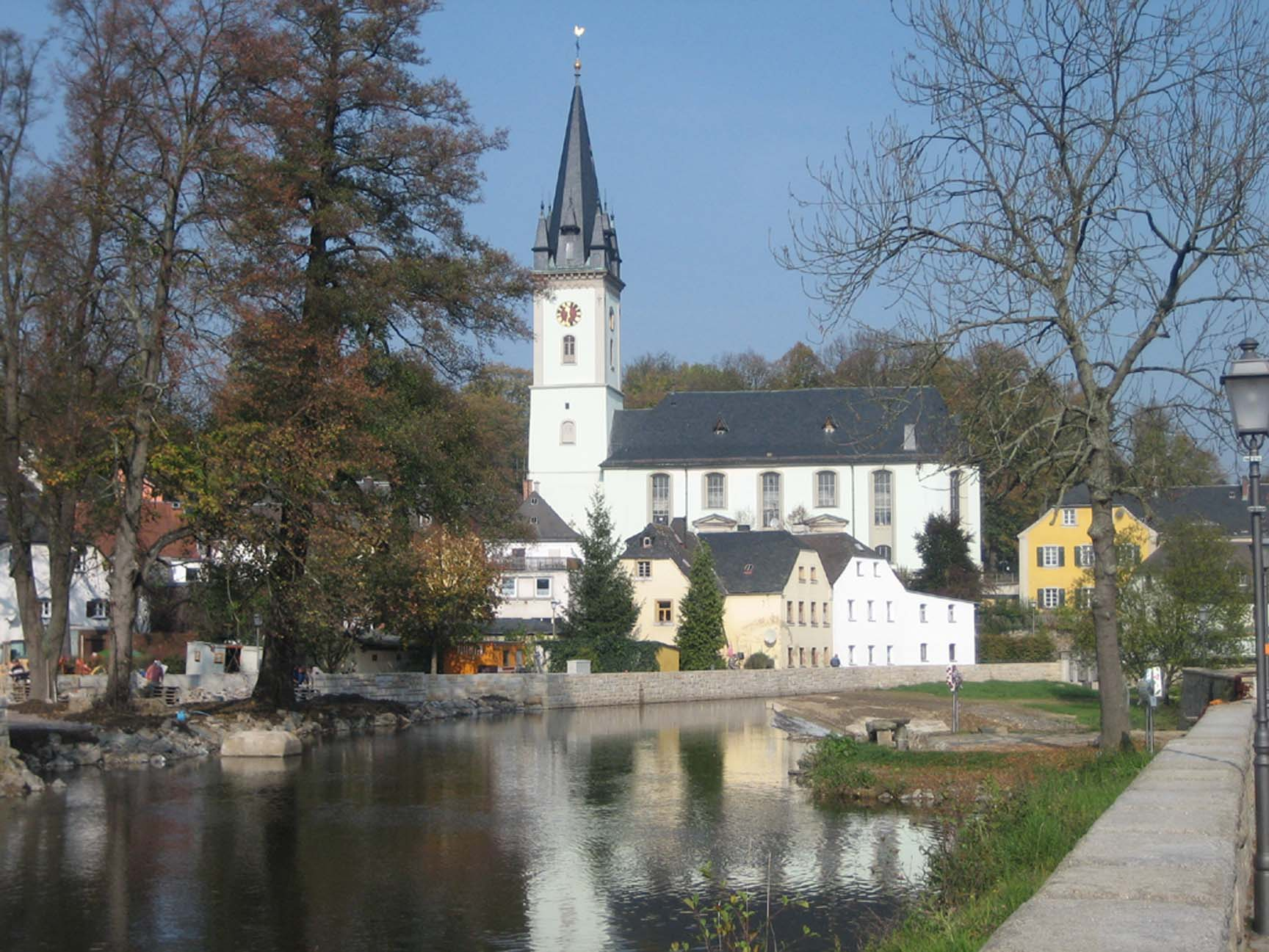
Schwarzenbach an der Saale